# Казис Шкірпа
Казис Шкірпа (лит. Kazys Škirpa; 18 лютого 1895, село Намаюнай (сьогодні Пасваліський район, Литва) — 18 серпня 1979, Вашингтон) — литовський офіцер і дипломат, начальник Генерального штабу литовської армії, полковник, в 1940 р. — посол Литви в Німеччині і Польщі, засновник Литовського фронту активістів.

## Біографія
У 1915 році закінчив Мітавську гімназію і вступив до Петроградського Комерційного інституту. У 1916 році — в розпал Першої світової війни був мобілізований до російської армії. Закінчив військове училище в Петергофі. Намагався формувати литовські національні частини в Петрограді (за прикладом Латиських стрільців).
Після оголошення Литвою про свою незалежність в 1918 році, він повернувся і добровільно вступив в один із загонів боротьби з більшовиками. Продовжив військову освіту в Цюриху (1921), Каунасі (1922) і Брюсселі (1925).
У 1940 році вступив в ряди національного антикомуністичного підпілля. Був призначений прем'єр-міністром Литовського тимчасового уряду в 1941, проте, перебуваючи під домашнім арештом в Німеччині, реальної влади не отримав. У 1944 році був ув'язнений у концтаборі Бад-Годесберг.
Після війни і звільнення з концтабору жив в Берліні, Парижі, Дубліні, де викладав російську мову, а з 1949 в США, де працював в бібліотеці Конгресу. У 1975 році була опублікована його книга про рух за незалежність в 1941 році. Помер 18 серпня 1979. Спочатку був похований у Вашингтоні, але в 1995 році його останки були перепоховані в Каунасі на Петрашунському кладовищі.